# The Dazzling Miss Davison
The Dazzling Miss Davison er en amerikansk stumfilm fra 1917 af Frank Powell.

## Medvirkende
- Marjorie Rambeau som Rachel
- Fred Williams
- Aubrey Beattie
- Agnes Ayres som Lillian
- Robert Elliott som Gerard Buckland